# Japreece Dean
Japreece Monet Dean (Austin, 4 giugno 1996) è una cestista statunitense, professionista in Europa.

## Carriera
È stata selezionata dalle Chicago Sky al terzo giro del Draft WNBA 2020 (30ª scelta assoluta).